# Sergei Antonowitsch Klytschkow

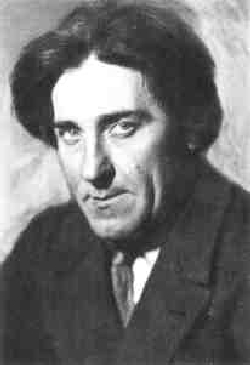
Sergei Klytschkow

Sergei Antonowitsch Klytschkow (russisch Сергей Антонович Клычков; eigentlich S. A. Leschonkow; * 13. Juli 1889 in Dubrowki, Gouvernement Twer; † 8. Oktober 1937) war ein russisch-sowjetischer Schriftsteller.
Seine ersten Gedichte erschienen 1907, ab 1925 schrieb er vorwiegend Prosa. Er schilderte das bäuerliche Leben während der Revolution. In seinen Gedichten verband er Stoffe russischer Volkslieder und Märchen mit Themen des Symbolismus.
Klytschkow gehörte zu den sogenannten „Bauerndichtern“ um Sergei Jessenin und Nikolai Kljujew. Er wurde 1937 im Zuge der Stalinschen Säuberungen verhaftet und ermordet.